# Chen Hongshou
Chen Hongshou (1598-1652, chino tradicional: 陳洪綬, chino simplificado: 陈洪绶, pinyin: Chén Hóngshòu), anteriormente romanizado como Ch'en Hung-Shou, fue un pintor chino de finales de la Dinastía Ming. Destaca por sus pinturas retratando personalidades antiguas. Sus obras sugieren la inquietud del artista atrapado entre la declinación de la Dinastía Ming y la conquista de los manchúes, quienes establecieron la Dinastía Qing.

## Biografía
Chen nació en Zhuji, en la provincia de Zhejiang, durante la Dinastía Ming. Sus nombres de cortesía fueron Laolian (老莲), Fuchi (弗迟), Yunmenseng (云门僧), Huichi (悔迟), Chiheshang (迟和尚) y Huiseng (悔僧).
Cuando cumplió los nueve años,su padre murió, por lo que su tío debió hacerse cargo de su educación. Se entrenó en el arte con Lan Ying, y fue experto en retratar figuras humanas peculiares, paisajes, flores y pájaros. Utilizó pinceladas gruesas, profundas y el color preciso, creando un estilo único. Siempre pintaba ilustraciones y hacía retratos de tapices. Sus dos obras maestras, "Shui Hu ye Zi" (水浒叶子) y "Bo gu ye Zi", fueron los raros ejemplos entre las dinastías Ming y Qing.
En 1645 se hizo monje budista y, en 1652, murió en Shaoxing, provincia de Zhejiang.

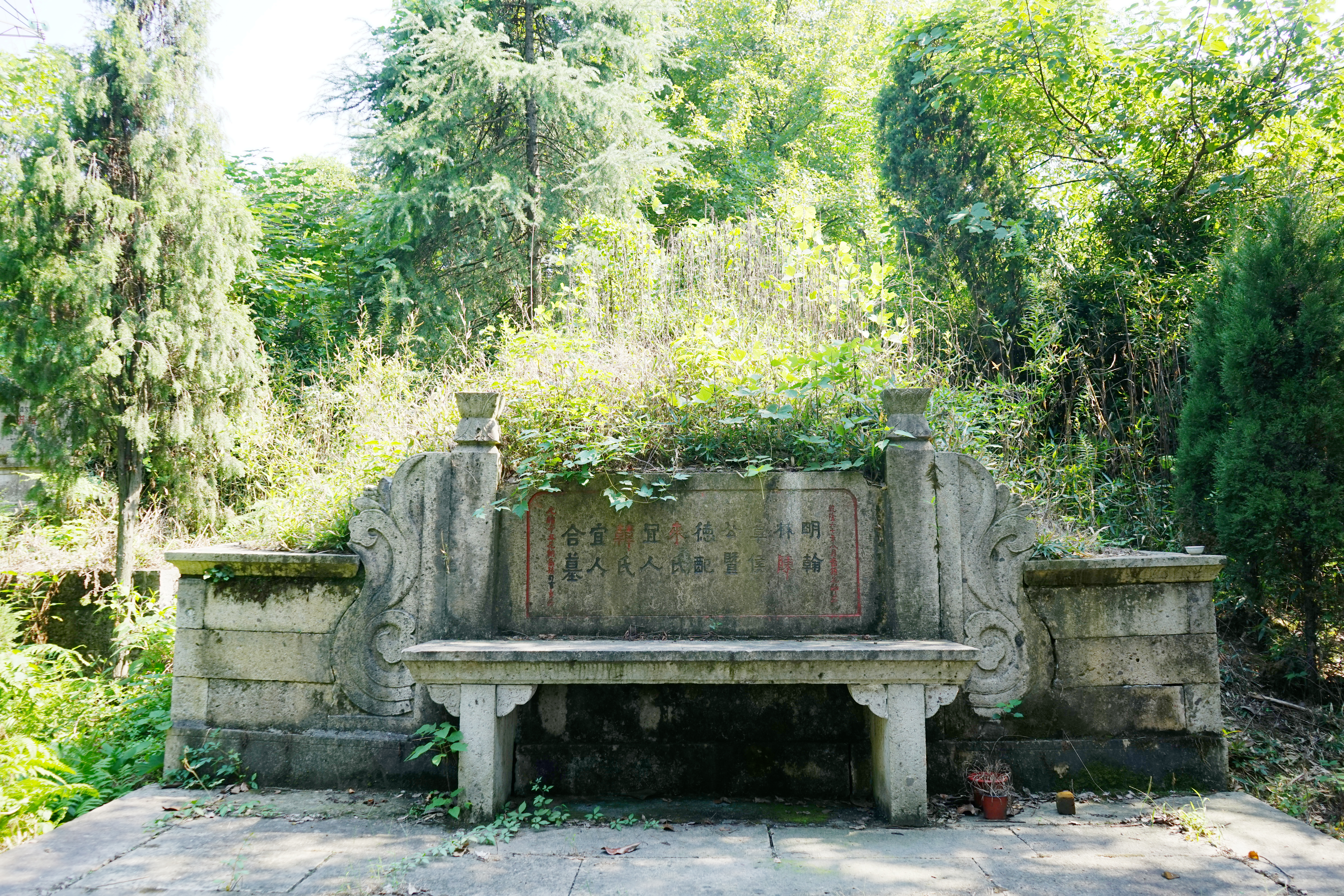
Tumba de Chen, en Shaoxing.

## Galería

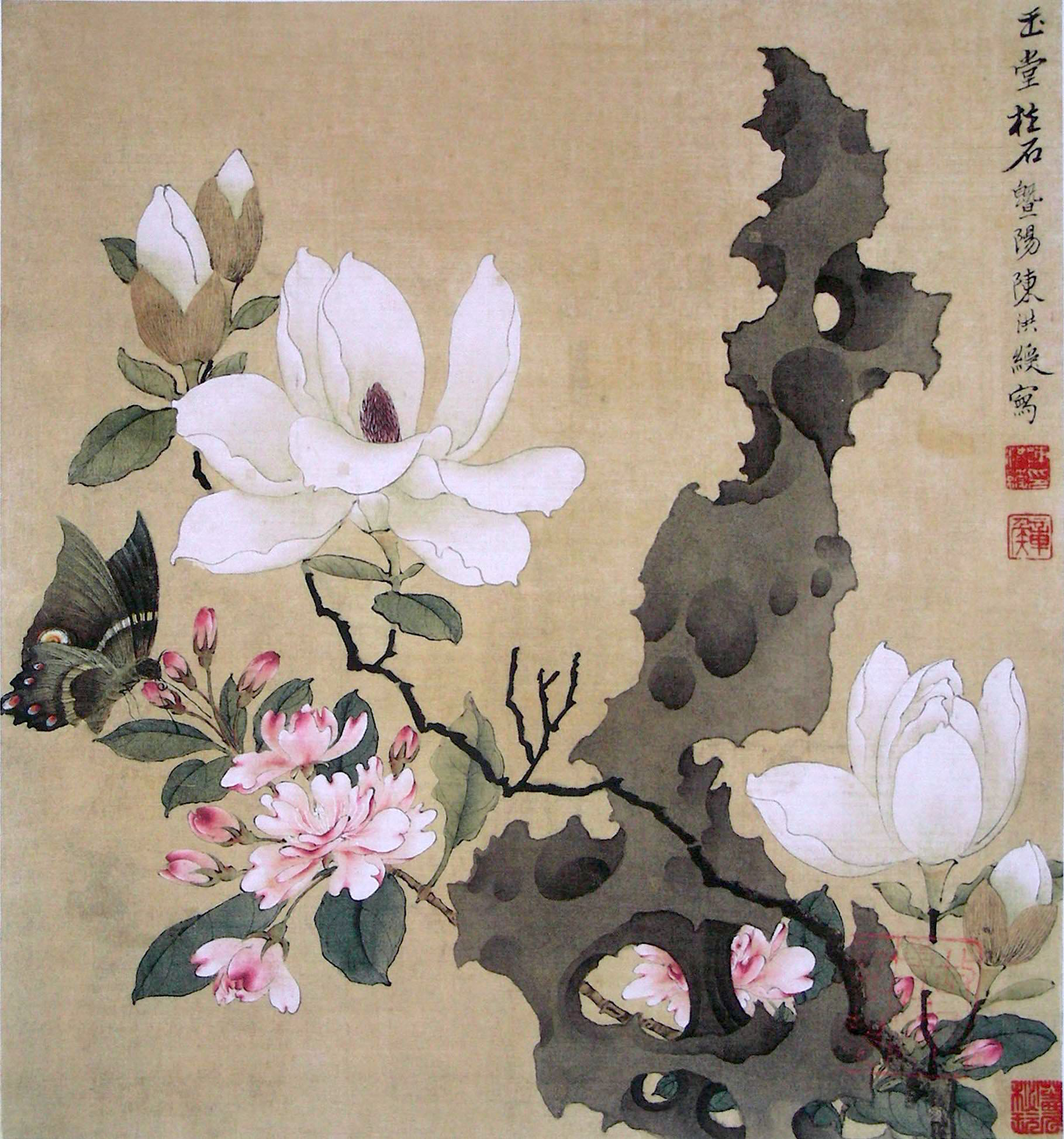
Magnolia y Roca Erecta, Museo del Palacio, Pekín.
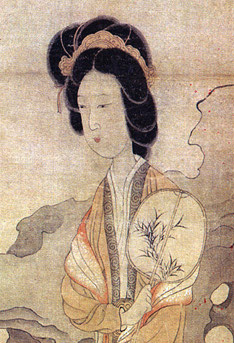
Apreciando Ciruelas, Museo Provincial de Guangdong.
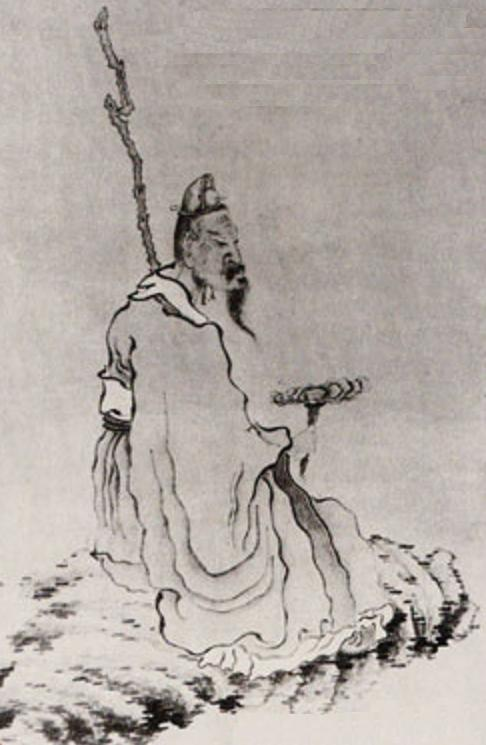
Hombre Sosteniendo una seta pipa.
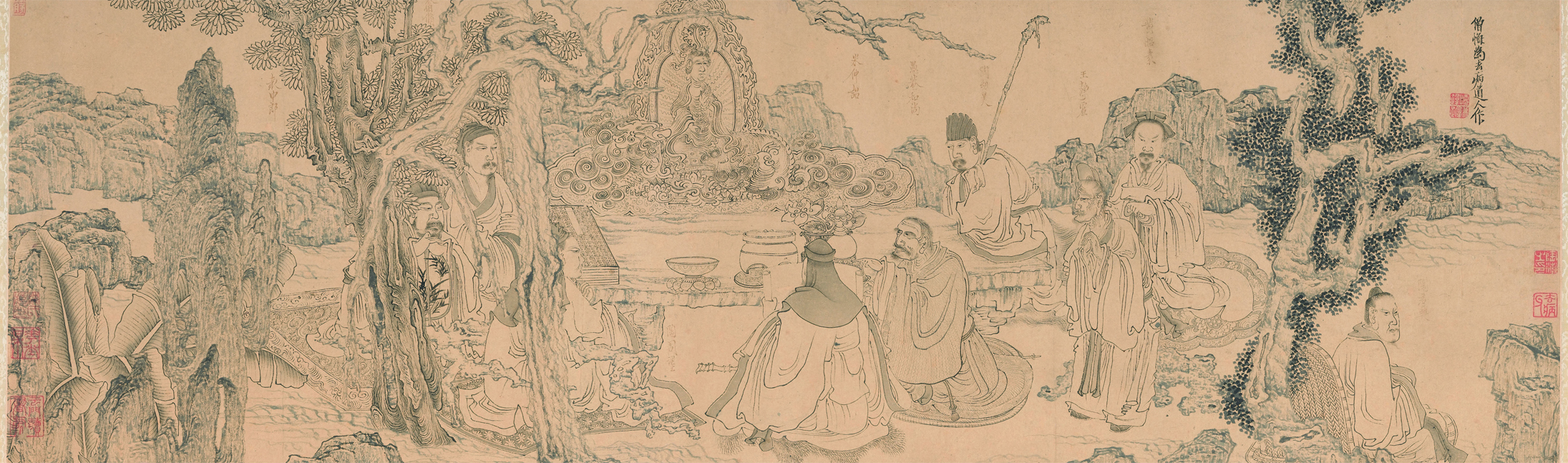
Una Reunión Elegante, Museo de Shanghái.
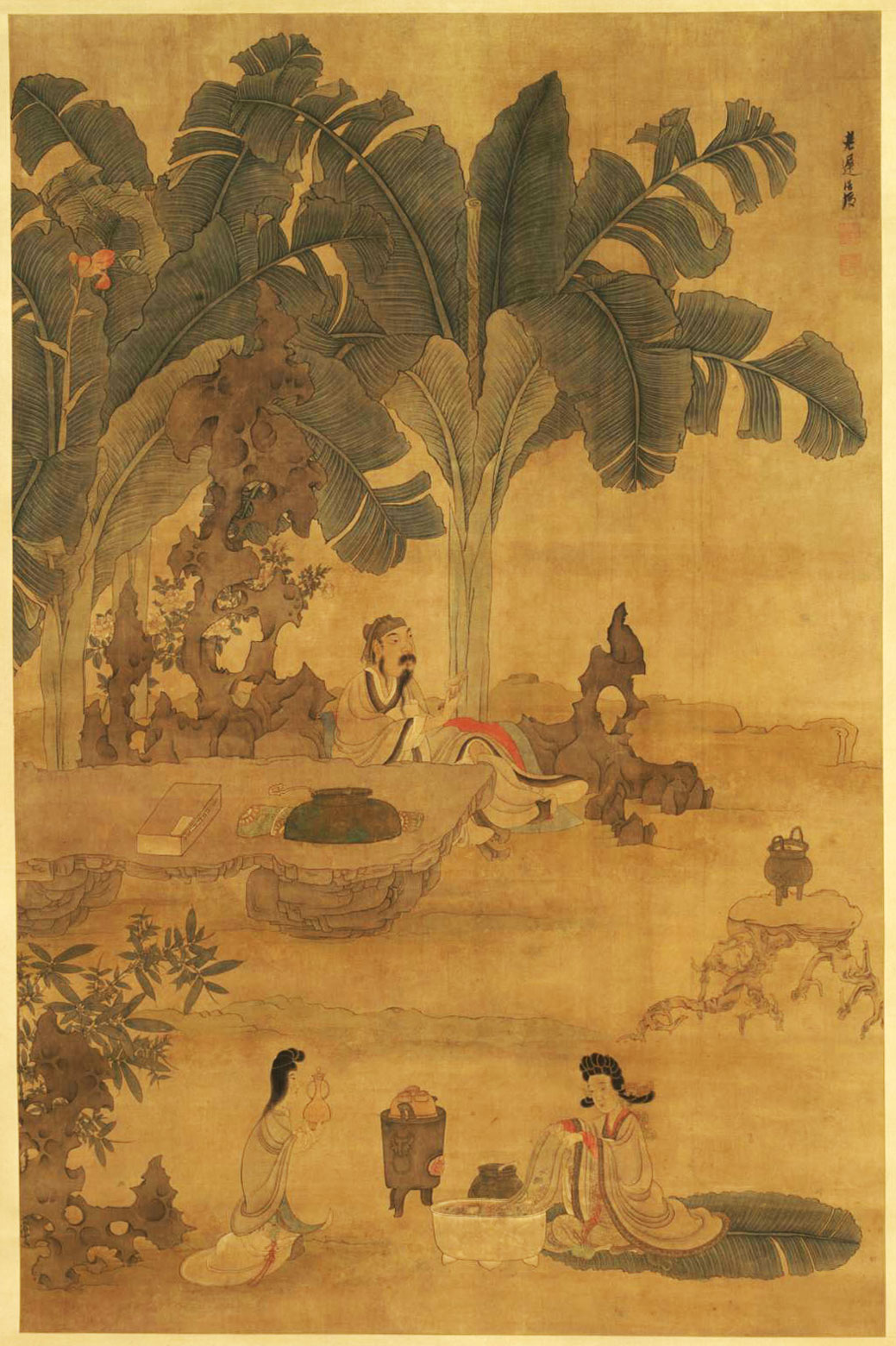
Bebiendo Vino en el Jardín, Museo de Shanghái.
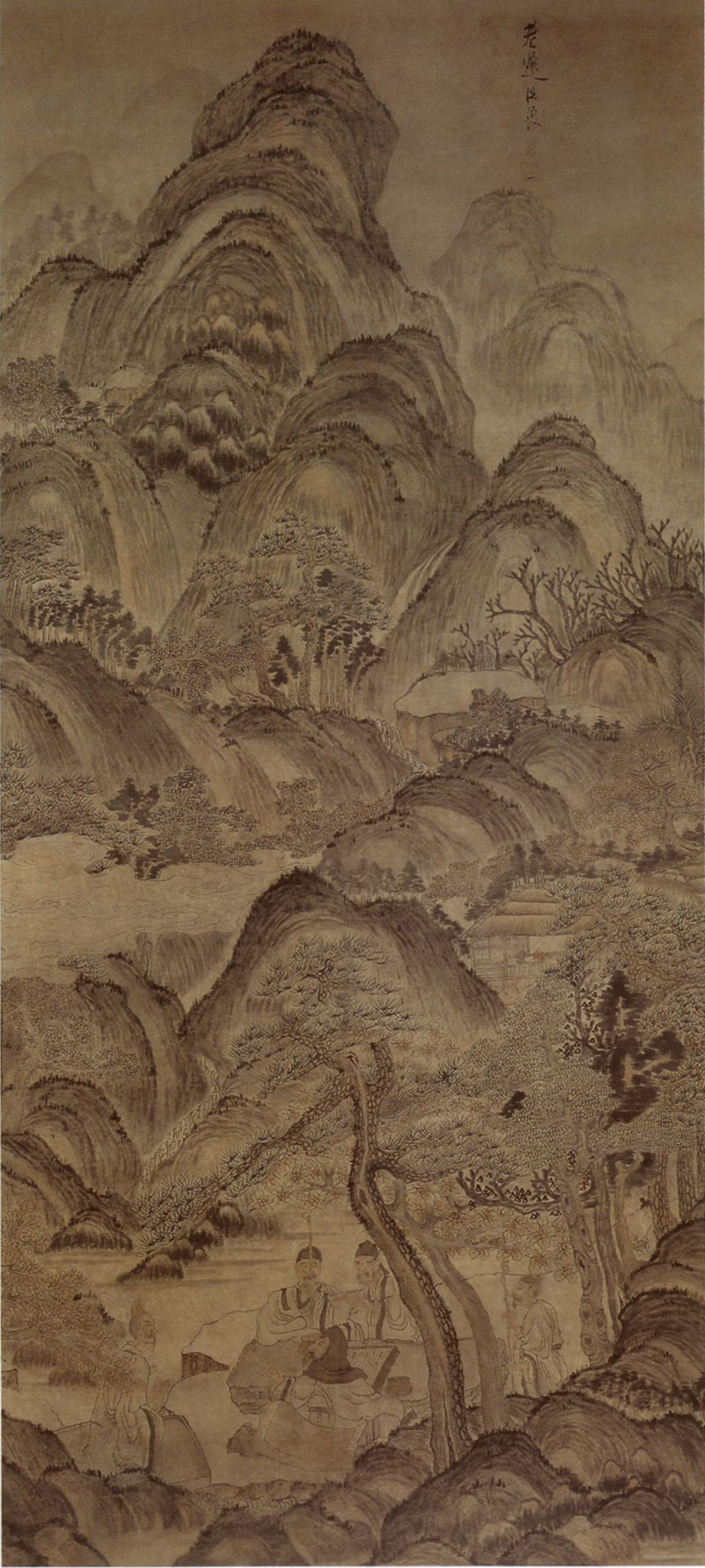
Paisaje del Valle de los Pinos, Museo de Shanghái.
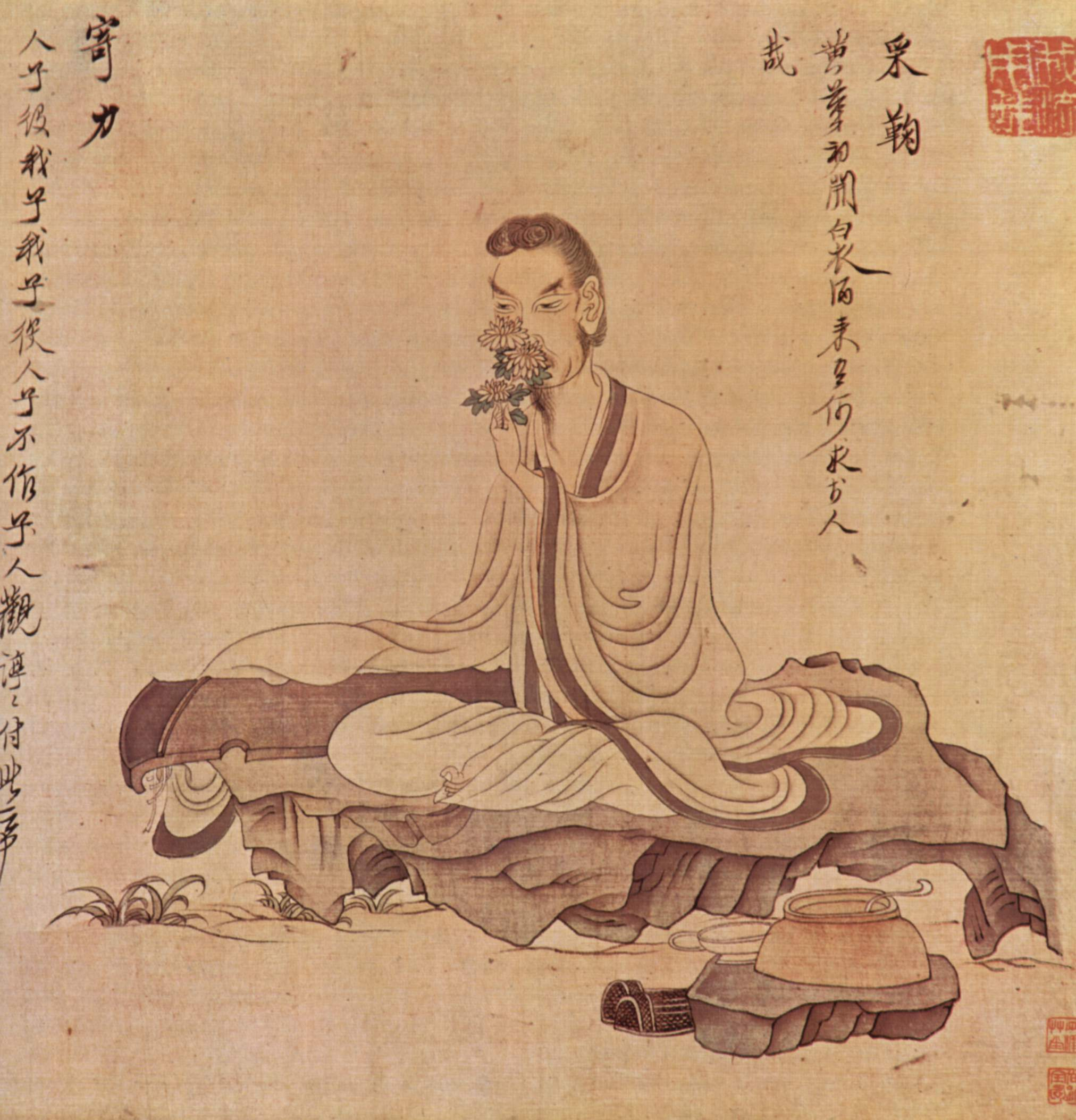
Tao Yuanming, Museo de Arte de Honolulu.